# アーツ前橋
アーツ前橋（アーツまえばし、英: Arts Maebashi）は、群馬県前橋市にある美術館。

## 施設
群馬県前橋市千代田町5-1-16に位置する。前橋市の芸術・文化活動の支援・振興施設として、2013年（平成25年）10月26日に開館した。群馬県教育委員会が指定する博物館法上の「博物館相当施設」である。
「アーツ前橋」という館名は、多様で上質な芸術文化をイメージする「arts」（アーツ）に地域名の「前橋」を組み合わせたもの。「創造的であること」「みんなで共有すること」「対話的であること」の3つを活動のコンセプトとしている。
ビジュアル・アイデンティティについてはエイトブランディングデザインの西澤昭洋が担当した。シンボルマークは前橋 (Maebashi) の「前」という漢字とアルファベットの「M」がモチーフ。パンチングメタルに見えるような点々を人々や街、芸術といった様々な要素に見立て、これらを線でつなぐようにして、文字の書体やピクトグラムがデザインされている。
エントランスは南側と西側に配置。地上1階から地下1階にわたって7つのギャラリー（1から6およびゼロ）を設けている。開館時間は11時から19時まで、休館日は水曜日である。観覧料は開催している展覧会によって異なる。ミュージアムショップ「mina」（ミーナ）やカフェ「ROBSON COFFEE」（ロブソンコーヒー）、アーカイヴについては、展覧会の入場券を購入せずとも利用可能である。

## 建築

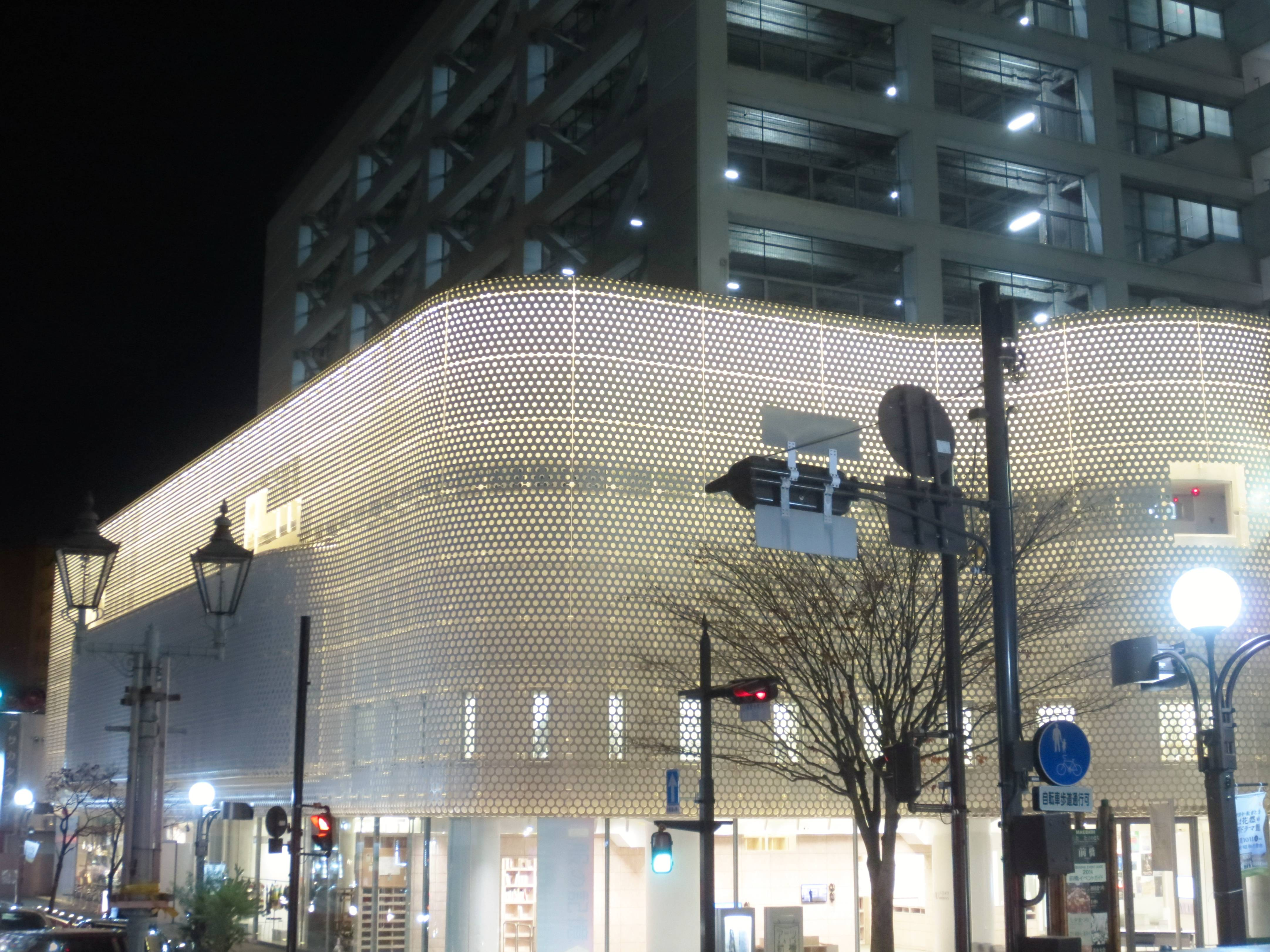
夜景

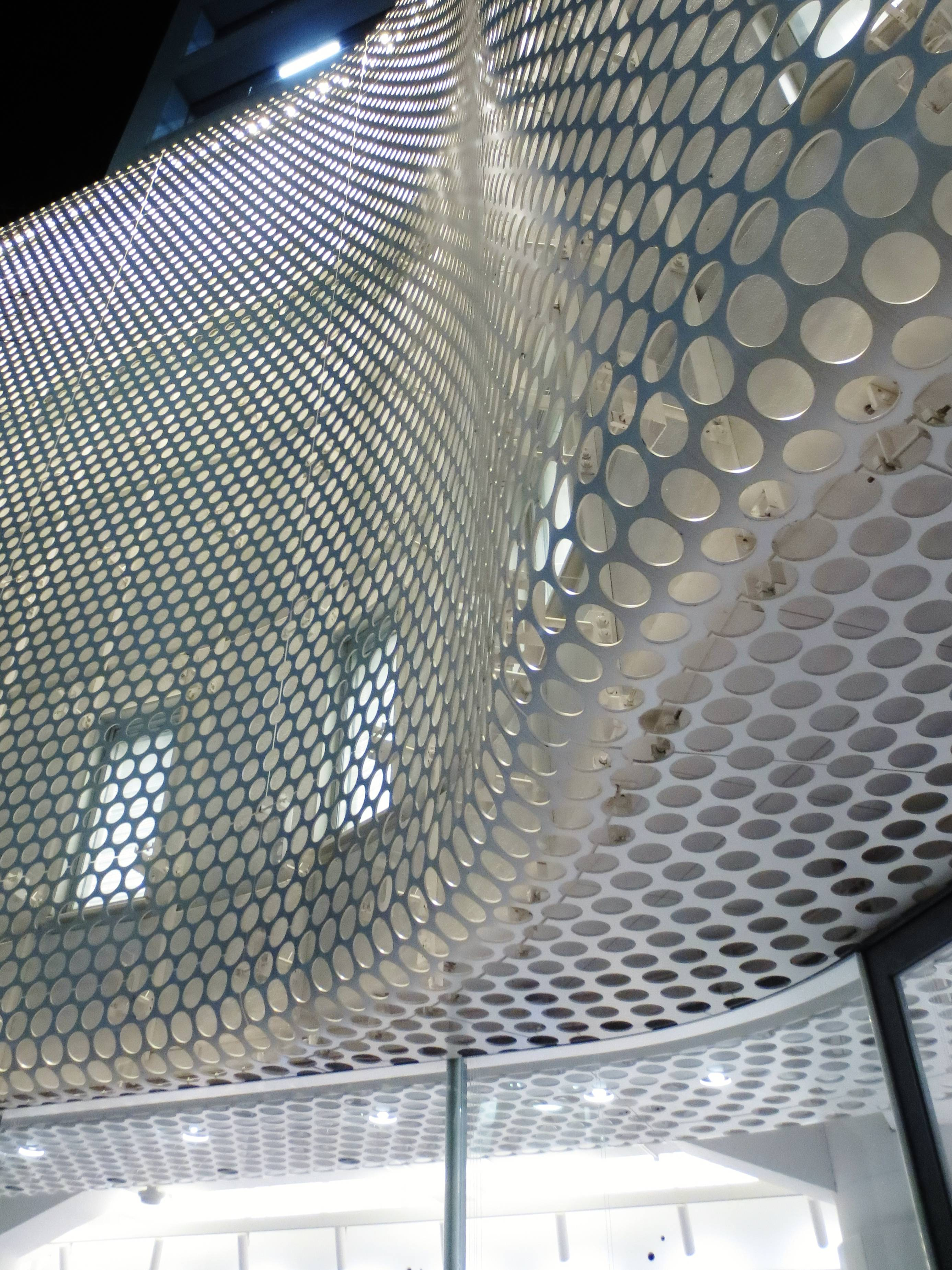
建物外装

アーツ前橋が入居する建物は、坂倉建築研究所の設計で1987年（昭和62年）に完成した、西友リヴィン前橋店WALK館を改修したもの。構造は鉄骨鉄筋コンクリート構造（一部鉄骨構造）、基礎は直接基礎である。地上9階・地下1階の建物のうち、地上1階（1,746.12平方メートル）・2階（1,606.40平方メートル）および地下1階（2,164.86平方メートル）を利用（延床面積の合計5,517.38平方メートル）。3階は映画館「前橋シネマハウス」、4階から上は314台収容可能な立体駐車場となっている。
改修工事は水谷俊博建築設計事務所が設計した。既存の外壁の上に白いパンチングメタル（アルミ材）をまとわせ、新しい街の顔となるよう表情作りがなされている。内装工事についても既存のエスカレーターを撤去し、その跡を吹き抜けとすることで、天井高の低い店舗用建物でありながらも高さのある空間へと刷新。その吹き抜けのある中央の展示室の周囲には大きさの異なる展示室を配置した。その他、車椅子に対応したエレベーターやスロープ、オストメイト対応の多目的トイレを備えるなど、バリアフリーな設計である。

## 歴史
2007年（平成19年）、前橋市の美術館構想として検討が始まり、市民によるワークショップ、各種検討委員会の開催、パブリックコメントの実施を経て、2010年（平成22年）7月に美術館基本構想を、同年11月には美術館基本計画を策定した。建物は閉店し空きビルとなっていた、西友リヴィン前橋店WALK館を改修して活用することとし、建築設計競技により水谷俊博建築設計事務所一級建築士事務所を設計者に選定。工事は2011年（平成23年）12月に着手し、2012年（平成24年）10月に竣工した。その間の2012年2月に行われた前橋市長選挙では、当館のあり方に異論を唱えた山本龍が当選する結果となったが、のちにその公約は委員会開催の中で撤回されることとなる。
「アーツ前橋」という館名は2012年9月に決定。2013年（平成25年）3月に公式ウェブサイトを開設するとともに、4月には情報発信のためFacebookやTwitter、Flickrといったソーシャルメディアを利用すると発表した。7月、住友文彦が初代館長に就任（2021年3月末で退任）。7月から9月までのプレオープンを経て、10月26日にグランドオープンした。
群馬県教育委員会は、2015年1月7日付けで当館を博物館法上の「博物館相当施設」に指定した。
2020年には作品数点を紛失していることが判明（後述）が判明。アーツ前橋作品紛失調査会」が設置され、2021年4月から6月末まで収蔵作品点検のため休館となる。

## 評価

### 開館後
2015年11月25日に発表された当館の運営実績によると、同年10月末日までの入館者数は年平均にして約9万人（2018年度までの目標10万人/年）であった。また、当館周辺道路2地点における人通り（歩行者および自転車）が開館前と比べて約14パーセント増加した。しかし、同年10月末日までの累計入館者数の内訳を見ると、無料スペース利用者が約15万人であるのに対し、有料スペース利用者は約3万人に留まり、年間2億円前後の運営費に対し年間収入は約3,400万円、うち入館料収入は約448万円で、運営費の大半が市の財政で賄われている。『東京新聞』は同年11月26日付の記事で、地域おこしへの貢献など当館の成果を認めながらも、厳しい運営状況にあると報じた。

### 受賞歴
- 平成25年度全建賞建築部門 - 一般社団法人全日本建設技術協会[27]
当館の開館後、中心市街地に活性化の動きが見られる点を評価。
- 2014年度グッドデザイン賞（グッドデザイン・ベスト100） - 公益財団法人日本デザイン振興会[28]
「慣れ親しんできた日常の空間を非日常の空間へとコンバージョンした秀作」と評価。
- 第4回省エネ・照明デザインアワード（平成25年度）公共施設・総合施設部門優秀事例 - 環境省[29]
- 平成25年度照明普及賞 - 一般社団法人照明学会[30]
- 空間デザイン優秀賞2014 - 一般社団法人日本空間デザイン協会[31]
- JCDデザインアワード2014 文化・公共コミュニケーション空間部門銀賞 - 一般社団法人日本商環境デザイン協会[32]
- 第48回SDA賞サインデザイン優秀賞 - 公益社団法人日本サインデザイン協会[33]。
- iFデザイン賞2015ゴールド - iF International Forum Design[34]

## 交通アクセス
公共交通機関
JR両毛線・前橋駅北口から徒歩約10分間、またはタクシーで約5分間、路線バスであればバス停「本町」「坂下」「元気21北」下車、徒歩約2分間。
上毛電気鉄道上毛線・中央前橋駅から徒歩約5分間。
自家用車
関越自動車道・前橋インターチェンジから約15分間。
最寄りの駐車場は前橋プラザ元気21駐車場（313台収容、徒歩0分間）ほか4か所（いずれも徒歩6分間内）。アーツ前橋利用者は館内総合案内所にて駐車料金の割引処理が行われる（2時間無料）。

## 作品紛失問題
2018年12月17日、群馬県高崎市出身の物故作家2人の作品（52点）を遺族から預かり、旧前橋市立第二中学校のパソコン室に搬入した。アーツ前橋には状態が悪い作品でも対応できる一時保管庫があったにもかかわらず、（紙の美術作品の劣化防止に必要な）空調設備もない廃校に置かれた。2020年1月6日、このうち3点が見当たらないことを学芸員が確認され、2月3日には合計6点（木版画4点と書2点）の紛失が判明した。前橋市長に報告されたのは4月で、市長は作家遺族らへの連絡を指示したが、連絡は7月で、市による対外公表は11月まで遅れ、作品紛失だけでなく「隠蔽」との批判も起きた。
2020年12月には「アーツ前橋作品紛失調査委員会」が設置され、資料の精査や聞き取り調査を行うことになった。2021年3月に同委員会は、保管場所で2019年12月20日に不要な備品が廃棄されており、侵入の形跡もないことから、紛失作品はそれらと一緒に誤って廃棄されたか、調査などの過程で行方が分からなくなったとの結論をまとめた。2021年6月には、再発防止策などの検討委員会が発足した。同年10月末に提言書の原案がまとまった。アーツ前橋の学芸員は任期付きや準常勤ばかりで若手が短期で入れ替わり、全体をとりまとめる管理者がおらず、廃校での作品保管などの情報が十分共有されていなかったことから、作品管理のマニュアル整備や学芸員の待遇改善が必要と指摘されている。
前館長の住友は2021年6月に市へ意見書を送り、紛失を作家遺族に伝えたうえで原因を調べて都度報告すべきだったとの反省を示しつつ、調査委員会が盗難の可能性を十分検討していないことを批判した。